# Vincenzo Florio (senatore)
Vincenzo Florio (Bagnara Calabra, 4 aprile 1799 – Palermo, 11 settembre 1868) è stato un politico e imprenditore italiano, esponente della famiglia Florio e senatore del Regno d'Italia.
A lui sono intitolati lo scalo civile dell'Aeroporto di Trapani-Birgi ed il traghetto passeggeri Vincenzo Florio della compagnia di navigazione Tirrenia.

## Biografia

### Giovinezza
Nato nel 1799 da Paolo Florio e Giuseppina Saffiotti, sposa Giulia Portalupi con la quale ha tre figli: Angelina, Giuseppina e Ignazio, poi senatore. Trasferitosi pochi mesi dopo la nascita a Palermo dove il padre aprì una fiorente drogheria, Vincenzo Florio intraprese numerose iniziative industriali, tra cui nel 1832 la fondazione a Marsala delle Cantine Florio per la produzione del vino marsala, le tonnare di Favignana per la pesca e l'inscatolamento del tonno dal 1841, e l'acquisizione nello stesso anno della Fonderia Oretea.

### Carriera imprenditoriale
Nel 1840 venne costituita a Palermo la Anglo-Sicilian Sulphur Company Limited, società tra il Florio e gli inglesi Benjamin Ingham e Agostino Porry per la produzione e la commercializzazione di acido solforico e derivati dello zolfo.
Fu anche banchiere dal 1845 (Banco Florio), ed entrò a far parte del consiglio di amministrazione della Banca Nazionale e nel 1861 fu presidente della sede di Palermo.
Con l'Ingham fondò nel 1840 la Società dei battelli a vapore siciliani, che nel 1841 varò il battello a vapore "Palermo" per la tratta Palermo-Napoli.
Durante la rivoluzione siciliana del 1848 era stato membro della Guardia Nazionale.
Nel 1862 fu firmata la convenzione tra il governo italiano e la Compagnia Florio navale per il servizio postale e commerciale per la Sicilia e la linea da e per Napoli. Dal 1863 al 1867 fu presidente della Camera di commercio di Palermo.

### Ultimi anni e morte
Nel 1864 fu nominato senatore del Regno.
Morì quattro anni dopo ed è sepolto nella cappella di famiglia nel Cimitero di Santa Maria di Gesù a Palermo.

## Nella cultura di massa
Vincenzo Florio è il protagonista de I leoni di Sicilia, romanzo storico di Stefania Auci che ripercorre tutta la sua vita, dall'arrivo a Palermo insieme ai genitori ed allo zio nel 1799, fino alla morte nel 1868. Nel 2023 è protagonista della trasposizione televisiva del romanzo, diretta da Paolo Genovese e distribuita su Disney+, in cui è interpretato da Michele Riondino